# Arthur Tedder

Marshal of the Royal Air Force Arthur William Tedder, 1st Baron Tedder of Glenguin, GCB (født 11. juli 1890, død 3. juni 1967) var en betydningsfuld britisk officer i Royal Air Force. Under 1. Verdenskrig var han pilot og eskadrilleleder i Royal Flying Corps, og han fortsatte med at gøre tjeneste som overordnet officer i Royal Air Force i mellemkrigsårene. Han var højt placeret under 2. Verdenskrig, og efter krigen var han stabschef for luftvåbenet, inden han tog sin afsked fra RAF og blev kansler for universitetet i Cambridge.

## Tidlige år
Arthur Tedder blev født i Skotland ved Glenguin destilleriet (nu Glengoyne) nord for Glasgow i 1890. Han var søn af Sir Arthur John Tedder og Emily Charlotte Bryson. Hans far var en toldkontrollør, som udtænkte en pensionsplan. Faderens erhverv medførte, at den unge Tedder så forskellige dele af De britiske øer, idet han tilbragte årene 1895 til 1898 i Lerwick på Shetlandsøerne og 1899 til 1901 i Elgin i County of Moray. I 1902 flyttede familien til Croydon i Surrey og Tedder gik på Whitgift School indtil 1909, hvor han blev immatrikuleret på University of Cambridge. Tedder tilbragte sine år på universitetet (1909–13) på Magdalen College, hvor han læste historie. Han fik en mindre 2. rangseksamen i juni 1912.
Tedder tilbragte sommeren 1912 i Berlin med at studere tysk. Ved begyndelsen på det nye studieår besluttede han at vende tilbage til Magdalen for at læse et fjerde år, så han måske kunne gøre en karriere som diplomat. I løbet af hans sidste år på Magdalen blev Tedder udnævnt til sekondløjtnant i Dorsetshire Regiment. Senere i studieåret besluttede Tedder, at han ikke ville være diplomat.
Efter tiden på universitetet gik han ind i kolonitjenesten som kadet og forlod England i februar 1914 for at gøre tjeneste i administrationen af Fiji. Tedder syntes ikke om kolonilivet på Fiji, og da 1. Verdenskrig brød ud fandt han anledning til at vende tilbage til England, så han kunne indtræde i den stående hær.

## Militær karriere

### Første Verdenskrig
Tedder nåede tilbage til England i december 1914. Han blev udnævnt til officer af linjen i Dorsets i januar 1915 og blev forfremmet til løjtnant den 10. januar. Han blev overført til en reserveenhed i Wyke Regis på Dorsets kyst, hvor han kom alvorligt til skade med sit knæ i februar. Tedder blev overført til let tjeneste, og selv om han blev overført til Calais i juli, var han fortsat ikke i stand til at udføre regulære infanteriopgaver. På dette tidspunkt anmodede Tedder om at blive overført til Royal Flying Corps. I oktober fik Tedder lov til at vende tilbage til England, hvor han fortsatte med at presse på for at blive overført til Royal Flying Corps.
I januar 1916 blev Tedder optaget i Royal Flying Corps, og han gik først på No. 1 School of Aeronautics. I april var han på Central Flying School, hvor han lærte at flyve og fik sine vinger som pilot. I juni 1916 gjorde Tedder tjeneste som pilot i No. 25 Squadron RFC, hvor han fløj Bristol Scout C på Vestfronten. Mindre end to måneder senere fik Tedder yderligere ansvar, da han blev leder af en flight i 25. eskadrille. Den 1. januar 1917 blev Tedder forfremmet til major og udpeget til leder af No. 70 Squadron RFC. Tedder blev på Vestfronten, og hans nye eskadrille blev udstyret med Sopwith 1½ Strutter. Den 25. juni 1917 blev han udnævnt til leder af No. 67 Squadron. Denne nye stilling var i Mellemøsten, og selv om Tedder tilbragte mindre end et år som leder af No. 67 Squadron, blev han i Mellemøsten, hvor han blev chef for "Skolen for navigation og nedkastning af bomber", som lå i Egypten. En yderligere ændring fulgte snart, og den 24. juni 1918 blev Tedder midlertidigt forfremmet til oberstløjtnant i det netop dannede RAF og blev udpeget til leder af No. 38 Wing RAF, som også havde base i Egypten.

### Mellemkrigsårene
Efter krigen accepterede Tedder at blive linjeofficer i det nye Royal Air Force (RAF) som major (Squadron Leader) og var chef for eskadrille 207 og 274, som begge havde base på RAF Bircham Newton. Eskadrille 207, som var udstyret med DH9a bombefly, var en kort periode indsat i Tyrkiet i 1922-1923 under Chanak-krisen. Eskadrille 274 var udstyret med Handley Page V/1500, det største bombefly i RAF på daværende tidspunkt. Fra 1923 var Tedder involveret i træning, både som elev på RN Staff College og Imperial Defence College og var blandt de ansatte i Directorate of Training, RAF Staff College og Air Armament School (som leder i 1932). I 1931 havde Tedder fået rang af oberst (Group Captain), og fra 1934 til 1936 fungerede han som leder af uddannelsen, og blev hurtigt forfremmet til brigadegeneral (Air Commodore).
I 1936 blev han udpeget til øverstkommanderende for RAF i Fjernøsten, hvilket gav ham kommandoen over RAF-enheder fra Burma til Hong Kong og Borneo. I 1938 blev han generaldirektør for forskning i Luftfartsministeriet.

### Anden Verdenskrig
Ved krigsudbruddet i 1939 blev Tedders afdeling overført til det nye ministerium for flyproduktion, men Tedder kunne ikke samarbejde med ministeren Lord Beaverbrook og dermed med premierminister Winston Churchill. I november 1940 blev han næstkommanderende for
RAF i Mellemøsten.
Tedder blev udnævnt til øverstkommanderende for RAF i Mellemøsten i juni 1941 med midlertidig rang af generalløjtnant (Air Marshal) (den blev gjort permanent i april 1942). Han havde ikke været Churchills første valg til posten, men da den foretrukne kandidat (Air Vice-Marshal O.T. Boyd) blev taget til fange, blev Tedder udpeget. Som leder af RAF i Mellemøsten havde han kommandoen over flyoperationerne i Middelhavet og Nordafrika og dækkede evakueringen af Kreta i maj 1941 samt Operation Crusader i slutningen af 1941. I januar 1942 blev Tedder ridder, da han blev Knight Commander of the Order of the Bath. Tedder førte tilsyn med opbygningen af flystyrkerne i den vestlige ørken og mere vigtigt; udviklingen af mere effektive operationelle og administrative målsætninger, som ændrede den til en meget effektiv styrke, som var nøglen til de vestallieredes sejr i det afgørende slag ved el-Alamein. En af hans bombetaktikker blev kendt som "Tedder Carpet".
I december 1943, hvor han var midlertidig luftmarskal (Air Chief Marshal), overtog Tedder ledelsen af de allierede flystyrker i Middelhavsområdet. Han deltog i planlægningen af den allierede invasion af Sicilien.
Da Operation Overlord – invasionen i Normandiet – skulle planlægges, blev Tedder udpeget som næstkommanderende for den amerikanske general Dwight D. Eisenhower. Da han ikke havde meget ansvar i denne nye rolle, vristede han ansvaret for planlægningen af den luftmilitære andel af operation Overlord fra lederen af Allied Air Expeditionary Force, Trafford Leigh-Mallory.
Han udviklede antipati over for den britiske feltmarskal Bernard Montgomery, og under det vanskelige slag om Normandiet. Senere var han også kritisk overfor Montgomerys indsats og talte for, at denne blev fjernet fra sin post.
I krigens sidste år blev Tedder sendt til Sovjetunionen for at få hjælp, da Vestfronten kom under pres under slaget i Ardennerne. Da tyskerne kapitulerede i maj 1945, underskrev Tedder på vegne af general Eisenhower.
Efter at være blevet ridder i 1942 blev Tedder adlet ved krigens slutning. Han efterfulgte Charles Portal som stabschef for RAF og bestred denne post fra 1946 til 1950. I 1947 blev han "Lees Knowles Lecturer" på University of Cambridge, og hans forelæsning blev derpå udgivet som Air Power in War.
Selv om karakteren af hans indsats i krigen betød, at han ikke fik udmærkelser for tapperhed, fik han adskillige betydelige udenlandske udmærkelser fra Belgien, Frankrig, USA og andre lande.

## Senere liv
Tedder var forfatter til et historisk studie af Royal Navy og skrev også sine erindringer om krigen. I 1950 blev han kansler for University of Cambridge. I 1950 fungerede han som Storbritanniens repræsentant i NATO-komiteen i Washington DC. Han fungerede også som viceformand for bestyrelsen i BBC. Han fik mindst seks æresdoktorater i jura og var yderst interesseret i astronomi. I sine sidste år fik han Parkinsons sygdom og døde i Surrey i 1967 i en alder af 76 år.

## Familieliv
Han giftede sig med Rosalinde Maclardy, som blev dræbt ved et flystyrt i Egypten i 1943, en hændelse, som Tedder overværede. Tedder giftede sig igen, men hans kone døde to år før ham. Tedder var far til: Dick (død i Frankrig i 1940), John Michael (1926-1994; Purdie-professor i kemi på University of St. Andrews), samt en datter Mina. Hans stedsøn Alastair blev også dræbt.

## Tiltaleform
- 1890-1913: Arthur William Tedder
- 1913-1915: Sekondløjtnant Arthur William Tedder
- 1915-1916: Løjtnant Arthur William Tedder
- 1916-1917: Kaptajn Arthur William Tedder
- 1917-1918: Major Arthur William Tedder (Midlertidig rang i hæren fra 1. januar 1917 – 1. april 1918; permanent rang af major i RAF derefter)
- 1918-1919: Major i RAF (Midlertidig oberstløjtnant i RAF) Arthur William Tedder
- 1919-1924: Squadron Leader Arthur William Tedder
- 1924-1931: Wing Commander Arthur William Tedder
- 1931-1934: Group Captain Arthur William Tedder
- 1934-1. februar 1937: Air Commodore Arthur William Tedder
- 1. februar – 1. juli 1937: Air Commodore Arthur William Tedder, CB
- 1. juli 1937-1940: Air Vice-Marshal Arthur William Tedder, CB
- 1940-1941: Air Vice-Marshal (fungerende Air Marshal) Arthur William Tedder, CB
- 1941-1. januar 1942: Air Marshal Arthur William Tedder, CB
- 1. januar – 1. juli 1942: Air Marshal Sir Arthur William Tedder, KCB
- 1. juli – 27. november 1942: Air Marshal (midlertidig Air Chief Marshal) Sir Arthur William Tedder, KCB
- 27. november 1942 – 6. juni 1945: Air Marshal (midlertidig Air Chief Marshal) Sir Arthur William Tedder, GCB
- 6. juni – 12. september 1945: Air Chief Marshal Sir Arthur William Tedder, GCB
- 12. september 1945 – 1946: Marshal of the Royal Air Force Sir Arthur William Tedder, GCB
- 1946-1967: Marshal for Royal Air Force The Right Honourable the Lord Tedder of Glenguin, GCB